# Tiwa Savage
Tiwa Savage, née Tiwatope Savage, est une chanteuse, auteure-compositrice-interprète et actrice nigériane née le 5 février 1980 à Lagos. Figure de l'afrobeat, elle est en contrat avec Sony/ATV Music et Mavin Records.

## Biographie
Tiwatope Savage naît à Lagos, au Nigeria, en février 1980. Sa famille déménage à Londres, lorsqu'elle est âgée de 11 ans. Durant ses études secondaires, elle joue du trombone, dans l'orchestre de son lycée.
Après un diplôme en sciences de gestions de l'université de l'Université de Kent, elle commence à travailler comme à la Banque Royale d'Écosse. À l'âge de 16 ans, elle est ponctuellement choriste pour George Michael et pour des artistes, tels que Mary J. Blige, Chaka Khan, Blu Cantrell, Emma Bunton et Ms Dynamite, entre autres. Elle a également l'occasion de chanter avec Sting ou 50Cent,. Elle s'inscrit au Berklee College of Music, pour y acquérir une formation musicale professionnelle et en sort diplômée à 27 ans. Elle participe aussi en 2006, durant ses études, à l'édition britannique de The X Factor.
En 2009, elle signe un contrat avec Sony/ATV Music Publishing. Dans ce cadre, elle écrit des titres pour Babyface, Kat Deluna, Fantasia Barrino, Monica et Mýa. Elle est notamment créditée pour sa contribution à la ballade Catch Me" de Monica. Sa collaboration avec Fantasia sur la chanson Collard Greens & Cornbread lui vaut une nomination aux Grammy Awards en 2010. Elle écrit également Push Push de Kat Deluna avec Akon et David Guetta. Mais bien qu'elle aime écrire pour d'autres artistes, elle trouve l'écriture pour elle-même plus gratifiante. Elle chante en fond sonore sur l'album I Look to You de Whitney Houston en 2009.
En décembre 2011, elle co-anime la deuxième saison de Nigerian Idol aux côtés d'IllRymz. Elle fait aussi ses débuts au cinéma avec Joke Silva et Ireti Doyle dans l'adaptation scénique de For Coloured Girls. Elle devient la première artiste féminine africaine associée à la marque Pepsi après avoir signé un contrat de sponsoring avec eux.
Elle crée son propre label, 323 Entertainment, avec Tunji Tee Billz Balogun, avec qui elle se fiance le 5 février 2013 et se marie en novembre de la même année,. Ce label fait équipe avec Mavin Records en 2012.
Pour célébrer le 52e anniversaire de l'indépendance du Nigeria, elle enregistre une interprétation de Arise, O Compatriotes. Le 3 juillet 2013 (le 2 juillet pour iTunes), elle sort son premier album studio, Once Upon a Time. On y trouve des invités comme Don Jazzy, Flavour N'abania, Leo Wonder, Sarkodie,  General Pype et Iceberg Slim. Cet album contient 19 titres. :Wanted, Ileke, Middle Passage, Olorun Mi, Why Don't You Love Me, Fela Interlude, Love Me Love Me Love Me Love Me Love Me, Eminado (ft Don Jazzy), Folarin, Oh Yeah (ft Don Jazzy), Shout Out (ft Ice Berg Slim & Sarkodie), Written All Over Your Face, Get Low, Ife Wa Gbona (ft Leo Wonder), Eji ma fia, Baby Mo (ft Flavour), Stand As One (ft General Pype), et Thank You. Il y a aussi deux titres bonus : Without My Heart (ft Don Jazzy) et Kele Kele Kele Kele. Le deuxième album studio de Savage, R.E.D, sort le 19 décembre 2015, comprenant notamment les singles My Darlin, African Waist et If I Start To Talk. Elle chante en anglais et en yoruba.
Début 2018, elle collabore avec le groupe kenyan Sauti Sol pour le titre Girl Next Door,. En 2023,  elle fait ses débuts dans le cinéma. En mai 2023, elle interprète la chanson Keys To The Kingdom.au couronnement du roi Charles III.

## Discographie

### Albums Studio
- Once Upon a Time (2013)
- R.E.D (2015)
- Celia (2020)
- Water & Garri (2021)

### Compilation
- Solar Plexus (2012)

### Singles
| Année | Titre                                                                                    | Album            |
| ----- | ---------------------------------------------------------------------------------------- | ---------------- |
| 2010  | « Kele Kele Love »                                                                       | Once Upon a Time |
| 2011  | « Love Me (3x) »                                                                         | Once Upon a Time |
| 2012  | « Ife Wa Gbona »                                                                         | Once Upon a Time |
| 2012  | « Oma Ga »                                                                               | Solar Plexus     |
| 2013  | « Without My Heart » (featuring Don Jazzy)                                               | Once Upon a Time |
| 2013  | « Olorun Mi »                                                                            | Once Upon a Time |
| 2013  | « Eminado » (featuring Don Jazzy)                                                        | Once Upon a Time |
| 2014  | « Love in Yellow »                                                                       | TBA              |
| 2014  | « Dorobucci » (avec Don Jazzy, Dr SID, D'Prince, Reekado Banks, Korede Bello, and Di'Ja) | TBA              |

## Filmographie

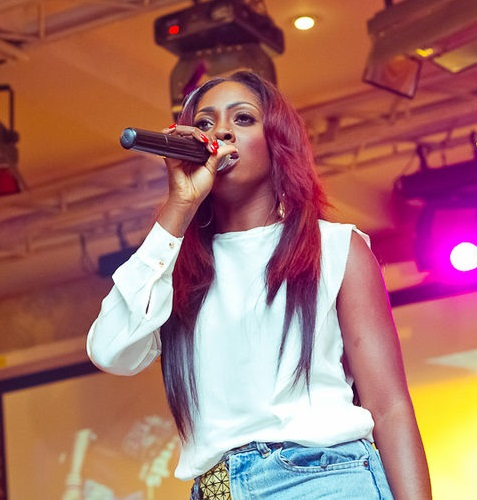
Tiwa Savage en concert en 2012.

| Télévision | Télévision        | Télévision              | Télévision            | Télévision |
| Year       | Titre             | Rôle                    | Notes                 | Ref        |
| ---------- | ----------------- | ----------------------- | --------------------- | ---------- |
| 2006       | The X Factor (UK) | Elle-même (concurrente) | créditée comme "Tiwa" | [ 12 ]     |
| 2013-2014  | Shuga (saison 3)  | Sade Banjo              | récurrente            | ,          |
| 2023       | Water and Garri   | Aïcha                   |                       | [ 9 ]      |
| Théâtre    |                   |                         |                       |            |
| Année      | Titre             | Rôle                    | Notes                 | Ref        |
| 2011       | For Colored Girls | NC                      | récurrente            | [ 15 ]     |

## Récompenses et nominations
| Année | Événement                               | Prix                                                 | travail nommé                                            | Résultat   | Ref    |
| ----- | --------------------------------------- | ---------------------------------------------------- | -------------------------------------------------------- | ---------- | ------ |
| 2014  | The Headies 2014                        | Révélation hip-hop de l'année                        | Elle-même                                                | Nomination | [ 16 ] |
| 2014  | The Headies 2014                        | Artiste de l'année                                   | Elle-même                                                | Nomination | [ 16 ] |
| 2014  | The Headies 2014                        | performance vocale féminine de l'année               | Tiwa Savage pour Wanted                                  | Nomination | [ 16 ] |
| 2014  | The Headies 2014                        | Meilleur album R&B/Pop                               | Once Upon a Time                                         | Nomination | [ 16 ] |
| 2014  | The Headies 2014                        | Meilleur Collaboration                               | « Girlie O Remix » (Patoranking featuring Tiwa Savage)   | Nomination | [ 16 ] |
| 2014  | The Headies 2014                        | Meilleur Single Reggae/Dancehall                     | « Girlie O Remix » (Patoranking featuring Tiwa Savage)   | Lauréat    | [ 16 ] |
| 2014  | 2014 Channel O Music Video Awards       | Most Gifted Female                                   | « Eminado » (featuring Don Jazzy)                        | Lauréat    | [ 17 ] |
| 2014  | 2014 Channel O Music Video Awards       | vidéo de l'année                                     | « Eminado » (featuring Don Jazzy)                        | Nomination | [ 18 ] |
| 2014  | MOBO Awards                             | Best African Act                                     | Elle-même                                                | Nomination | [ 19 ] |
| 2014  | 2014 Nigeria Entertainment Awards       | Artiste féminine de l'année                          | Elle-même                                                | Lauréat    | [ 20 ] |
| 2014  | 2014 Nigeria Entertainment Awards       | meilleur artiste Pop/R&B de l'année                  | Elle-même                                                | Lauréat    | [ 20 ] |
| 2014  | 2014 Nigeria Entertainment Awards       | Album de l'année                                     | Once Upon a Time                                         | Nomination | [ 21 ] |
| 2014  | 2014 Nigeria Entertainment Awards       | meilleur single de l'année                           | « Eminado » (featuring Don Jazzy)                        | Nomination | [ 21 ] |
| 2014  | 2014 Nigeria Entertainment Awards       | Clip de l'année (Artiste & Directeur)                | « Eminado » (avec Clarence Peters) (featuring Don Jazzy) | Nomination | [ 21 ] |
| 2014  | African Muzik Magazine Awards           | meilleur artiste ouest africaine                     | Elle-même                                                | Lauréat    | [ 22 ] |
| 2014  | City People Entertainment Awards        | Musicienne féminine de l'année                       | Elle-même                                                | Lauréat    | [ 23 ] |
| 2014  | BET Awards 2014                         | Meilleure artiste internationale d'origine africaine | Elle-même                                                | Nomination | [ 24 ] |
| 2014  | MTV Africa Music Awards 2014            | artiste féminine                                     | Elle-même                                                | Lauréat    | [ 25 ] |
| 2014  | World Music Awards                      | Meilleur chanson du monde                            | « Eminado » (featuring Don Jazzy)                        | Nomination | [ 26 ] |
| 2014  | World Music Awards                      | Meilleur vidéo du monde                              | « Eminado » (featuring Don Jazzy)                        | Nomination | [ 26 ] |
| 2014  | World Music Awards                      | meilleure artiste féminine du monde                  | Elle-même                                                | Nomination | [ 26 ] |
| 2014  | World Music Awards                      | Meilleure performance live du monde                  | Elle-même                                                | Nomination | [ 26 ] |
| 2014  | World Music Awards                      | Meilleur artiste du monde                            | Elle-même                                                | Nomination | [ 26 ] |
| 2013  | Nigeria Music Video Awards (NMVA)       | meilleur costume                                     | « Without My Heart » (featuring Don Jazzy)               | Nomination | [ 27 ] |
| 2013  | Nigeria Entertainment Awards            | Meilleure collaboration                              | « Without My Heart » (featuring Don Jazzy)               | Nomination | [ 28 ] |
| 2013  | Channel O Music Video Awards            | meilleur video                                       | « Without My Heart » (featuring Don Jazzy)               | Nomination | [ 29 ] |
| 2013  | 4Syte TV Music Video Awards             | meilleur clip d'artiste africain                     | « Without My Heart » (featuring Don Jazzy)               | Nomination | [ 30 ] |
| 2013  | MOBO Awards                             | Meilleur artiste                                     | Elle-même                                                | Nomination | [ 31 ] |
| 2013  | City People Entertainment Awards        | Musicienne de l'année                                | Elle-même                                                | Nomination | [ 32 ] |
| 2013  | City People Entertainment Awards        | Meilleure collaboration de l'année                   | « Without My Heart » (featuring Don Jazzy)               | Nomination | [ 32 ] |
| 2012  | Nigeria Music Video Awards (NMVA)       | Meilleure costumes                                   | « Ife Wa Gbona »                                         | Nomination | [ 33 ] |
| 2012  | Nigeria Music Video Awards (NMVA)       | Best Highlife                                        | « Ife Wa Gbona »                                         | Lauréat    | [ 34 ] |
| 2012  | Nigeria Music Video Awards (NMVA)       | Best Indigenous Concept                              | « Ife Wa Gbona »                                         | Nomination | [ 33 ] |
| 2012  | Nigeria Music Video Awards (NMVA)       | Vidéo de l'année                                     | « Ife Wa Gbona »                                         | Nomination | [ 33 ] |
| 2012  | Nigeria Entertainment Awards            | Meilleur nouvelle artiste de l'année                 | Elle-même                                                | Nomination | [ 35 ] |
| 2012  | Nigeria Entertainment Awards            | Meilleure artiste Pop/R&B de l'année                 | Elle-même                                                | Nomination | [ 35 ] |
| 2012  | The Headies                             | Meilleure performance vocale féminine                | « Love Me (3x) »                                         | Lauréat    | [ 36 ] |
| 2012  | The Headies                             | Meilleur single R&B'                                 | « Love Me (3x) »                                         | Nomination | [ 36 ] |
| 2012  | 2012 Channel O Music Video Awards       | Meilleur clip R&B' de l'année                        | Oyi (Remix) (Flavour N'abania featuring Tiwa Savage)     | Lauréat    | [ 37 ] |
| 2011  | Nigeria Entertainment Awards            | Révélation de l'année                                | Elle-même                                                | Nomination | [ 38 ] |
| 2011  | Nigeria Music Video Awards (NMVA)       | Meilleur chorégraphie                                | « Kele Kele Love »                                       | Nomination | [ 39 ] |
| 2011  | City People Entertainment Awards        | Musicienne de l'année                                | Elle-même                                                | Lauréat    | [ 40 ] |
| 2011  | Afrotainment Museke Online Music Awards | Meilleur chanson R&B'/soul                           | « Kele Kele Love »                                       | Lauréat    | [ 41 ] |
| 2011  | FAB Magazine Awards                     | artiste la plus stylée                               | Elle-même                                                | Lauréat    | [ 42 ] |
| 2011  | Dynamix All Youth Awards                | Artiste prometteur                                   | Elle-même                                                | Lauréat    | [ 43 ] |
| 2011  | Channel O Music Video Awards            | Meilleur vidéo                                       | « Kele Kele Love »                                       | Nomination | [ 44 ] |
| 2011  | Tush Youth Awards                       | Musicienne de l'année                                | Elle-même                                                | Nomination | [ 45 ] |
| 2011  | Tush Youth Awards                       | Chanson de l'année                                   | « Love Me (3x) »                                         | Nomination | [ 45 ] |
| 2011  | The Headies                             | Artiste prometteur                                   | « Kele Kele Love »                                       | Nomination | [ 46 ] |
| 2010  | Dynamix All Youth Awards                | Artiste la plus prometteur de l'année                | Elle-même                                                | Nomination | [ 47 ] |